# فياتشيسلاف رودين
فياتشيسلاف رودين (بالروسية: Вячеслав Родин)‏ (24 فبراير 1981 - ) هو لاعب كرة قدم روسي في مركز الدفاع. لعب مع زينيت سانت بطرسبرغ ونادي دينامو سانت بطرسبرغ ‏ وFC Lada-Tolyatti ‏ وسخالين يوجنو ساخالينسك ‏ وFC Zenit-2 Saint Petersburg ‏ وFC Piter Saint Petersburg ‏.

## وصلات خارجية
- فياتشيسلاف رودين على موقع Soccerway.com (الإنجليزية)